# Duke Blue Devils
Duke Blue Devils – nazwa drużyn sportowych Duke University w Durham, biorących udział w akademickich rozgrywkach w Atlantic Coast Conference, organizowanych przez National Collegiate Athletic Association. 

## Sekcje sportowe uczelni

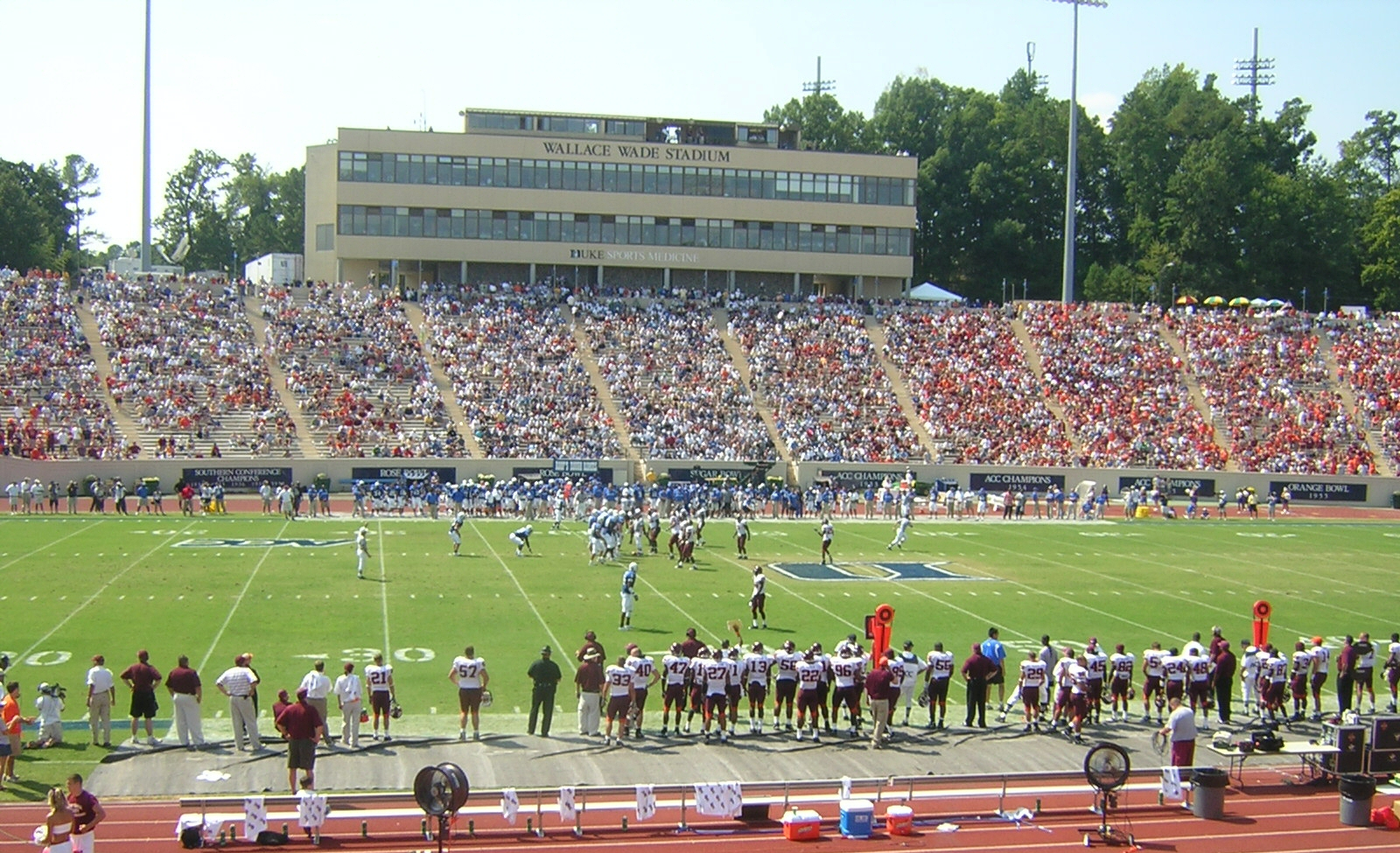
Wallece Wade Stadium.

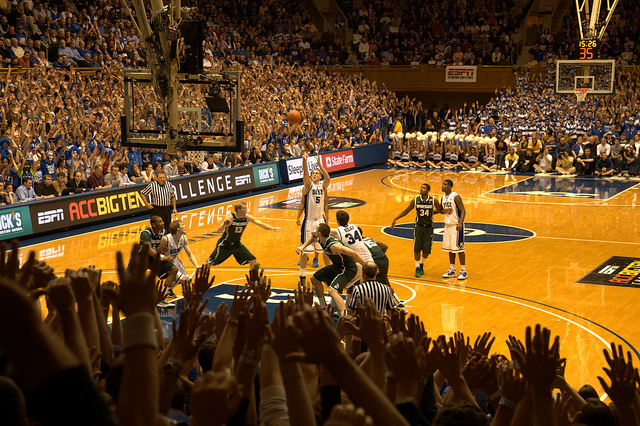
Cameron Indoor Stadium.

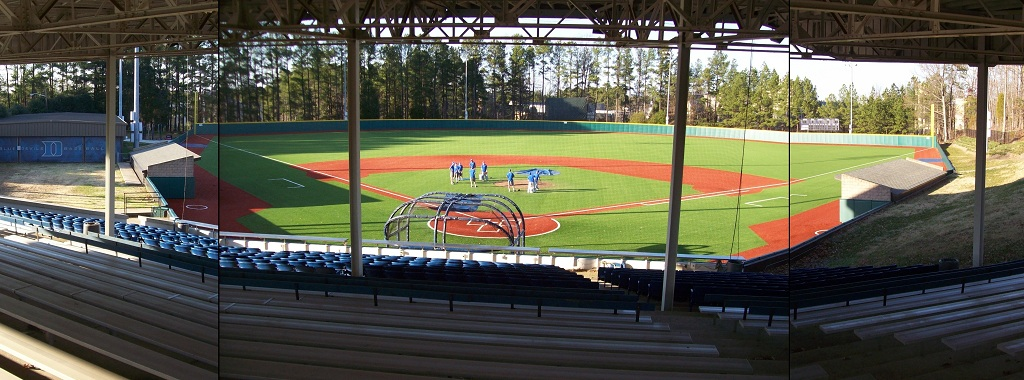
Jack Coombs Field.

| Mężczyźni - baseball - bieg przełajowy - futbol amerykański - golf - koszykówka (5): 1991, 1992, 2001, 2010, 2015 - lacrosse (3): 2010, 2013, 2014 - lekkoatletyka - piłka nożna (1): 1986 - pływanie - szermierka - tenis - zapasy | Kobiety - bieg przełajowy - golf (6): 1999, 2002, 2005, 2006, 2007, 2014 - hokej na trawie - koszykówka - lacrosse - lekkoatletyka - piłka nożna - siatkówka - pływanie - szermierka - tenis (1): 2009 - wioślarstwo |

W nawiasie podano liczbę tytułów mistrzowskich NCAA (stan na 1 lipca 2015)

## Obiekty sportowe
- Wallace Wade Stadium – stadion futbolowy o pojemności 33 941 miejsc[3]
- Cameron Indoor Stadium – hala sportowa o pojemności 8800 miejsc, w której odbywają się mecze koszykówki i siatkówki[4]
- Koskinen Stadium – stadion o pojemności 7000 miejsc, na którym rozgrywane są mecze piłkarskie i lacrosse[5]
- Jack Coombs Field – stadion baseballowy[6]
- Morris Williams Track and Field Stadium – stadion lekkoatletyczny[7]
- Ambler Tennis Stadium and Sheffield Indoor Tennis Center – korty tenisowe[8]
- Williams Field at Jack Katz Stadium – boisko, na którym rozgrywane są mecze hokeja na trawie[9]
- Taishoff Aquatic Pavilion – hala sportowa z pływalnią[10]